# 斯特雷爾恰
斯特雷爾恰是保加利亞的城鎮，位於該國中部，距離首府帕扎爾吉克41公里，由帕扎爾吉克州負責管轄，海拔高度483米，受大陸性氣候影響，2005年人口4,858，居民主要信奉東正教。

## 外部連結
- Strelcha municipality website （页面存档备份，存于）